# 東萊消防署
東萊消防署（トンネしょうぼうしょ）は釜山消防本部所属の消防署である。建物は釜山消防本部と兼用である。

## 管轄区域
- 蓮堤区
- 東萊区（鳴蔵2洞の一部は除く）
- 釜山鎮区のうち楊亭1、2洞

## 沿革
- 1967年6月1日 - 釜山北部消防署から分離して業務開始。管轄区域は東萊区と釜山鎮区のうち楊亭洞[1]
- 1988年9月12日 -  海雲台消防署開設に伴い一部派出所を分離
- 1993年7月29日 -  金井消防署開設に伴い一部派出所を分離
- 2001年9月21日 - 現庁舎へ移転

## 119安全センター
| 119安全センター                      | 住所                    | 管轄区域                                                                |
| ------------------------------------ | ----------------------- | ----------------------------------------------------------------------- |
| 蓮山119安全センター                  | 蓮堤区古墳路346         | 蓮堤区のうち蓮山1、3、4、6、8、9洞、安楽1、2洞                          |
| 寿安119安全センター（119救助隊設置） | 東萊区セビョン橋2ギル84 | 東萊区のうち鳴蔵1洞、鳴蔵2洞の一部、明倫1、2洞、巨堤1洞、寿民洞、福山洞 |
| 温泉119安全センター                  | 東萊区禹長春路272       | 東萊区のうち温泉1、2、3洞                                               |
| 楊亭119安全センター                  | 釜山鎮区蓮山路76        | 釜山鎮区のうち楊亭1、2洞、蓮堤区のうち蓮山2、5洞                        |
| 社稷119安全センター                  | 東萊区スェミ路724       | 東萊区のうち社稷1、2、3洞、蓮堤区のうち巨堤2、3、4洞                    |